# Giuseppe Leanza
Mons. Giuseppe Leanza (* 2. ledna 1943, Cesarò) je italský katolický duchovní, diplomat Svatého stolce a titulární arcibiskup lilibejský. Od 15. září 2011 do roku 2018 byl apoštolským nunciem v České republice a doyenem diplomatického sboru České republiky.

## Biografie
Pochází ze sicilského města Cesarò, na kněze byl vysvěcen 17. července 1966. V roce 1970 začal studovat Papežskou církevní akademii v Římě, na níž se připravují ke službě diplomaté Svatého stolce a představitelé Státního sekretariátu papežské kurie. Po získání doktorátu kanonického práva v roce 1972 vstoupil do vatikánských diplomatických služeb a sloužil na nunciaturách v Paraguayi, Ugandě a Spojených státech amerických a v sekci pro vztahy se státy Státního sekretariátu papežské kurie.
Papež Jan Pavel II. ho 3. července 1990 jmenoval titulárním arcibiskupem lilibejským (biskupské svěcení přijal 22. září 1990 z rukou kardinála Casaroliho) a současně apoštolským nunciem na Haiti. Od 4. července 1991 působil jako pronuncius v Malawi a současně apoštolský nuncius v sousední Zambii. Poté byl ustanoven apoštolským nunciem v Bosně a Hercegovině (29. dubna 1999) a po rezignaci Mariana Oleśe ze zdravotních důvodů rovněž ve Slovinsku (15. května 2002) a Makedonii (18. května 2002). Od 22. února 2003 pak působil jako apoštolský nuncius v Bulharsku a od 22. února 2008 v Irsku. Koncem července 2011 byl povolán ke konzultacím zpět do Vatikánu a následně oznámen záměr jeho jmenování apoštolským nunciem v České republice, jímž ho papež Benedikt XVI. jmenoval 15. září 2011. Do Prahy přicestoval 13. října, předáním pověřovacích listin prezidentu republiky dne 17. října 2011 se ujal úřadu. Funkci opustil až v roce 2018 kvůli dovršení limitního věku 75 let. Při té příležitosti mu prezident České republiky Miloš Zeman udělil Řád T. G. Masaryka.

### Kontroverze
Jezuitský kněz a filosof Václav Umlauf na svém blogu upozornil na kontroverzní souvislosti, v nichž Leanza ukončil předchozí diplomatické působení ve funkci nuncia v Irsku. Umlauf uvádí, že Leanza „byl v pondělí 25. 7. urychleně povolán do Vatikánu na konzultace, protože vyšla vládní zpráva o zneužíváních v diecézi Cloyne, hrabství Cork. Nuncius v Irsku skončil, ale oficiálně mu stejně vypršel termín diplomatické mise, takže se vlastně nic nestalo.“ Obdobně o pozadí této události informovala i Česká televize.

## Vyznamenání
- Řád Tomáše Garrigua Masaryka, I. třídy (2018)